# 1961年-1975年の国鉄ダイヤ改正
1961年-1975年の国鉄ダイヤ改正（1961ねんから1975ねんのこくてつダイヤかいせい）では、東海道新幹線の建設、主要幹線の電化・複線化、車両近代化を推し進める「第二次5ヶ年計画」の始まった1961年（昭和36年）から、山陽新幹線岡山 - 博多間が開業し蒸気機関車の運用が消滅した1975年（昭和50年）までの、日本国有鉄道（国鉄）の「輸送絶頂期」にあたる時期のダイヤ改正について記す。

## 1961年（昭和36年）
3月1日、まずこの年初の全国ダイヤ改正が実施された。主に急行列車・準急列車の増発と配列見直しが主眼に置かれ、その他東北本線の特急列車「はつかり」の速度向上が図られたり、東海道本線の東海道本線優等列車沿革#黄金時代の電車化がなったりした。
そして10月1日、初めて白紙ダイヤ改正と呼称が使われる大規模なダイヤ改正が実施された。後に鉄道ファンや関係者からは「サンロクトオ」と呼ばれることになる大改正で、それまで限られた線区しか走行していなかった特急列車が気動車を使用することで全国の主要線区で走行するようになり、また急行列車・準急列車も大幅に増発された。詳しくはサンロクトオを参照。

## 1962年（昭和37年）
この年は、5月10日に北海道で小規模なダイヤ改正があった後、6月10日に北陸本線の北陸トンネルと山陽本線三原 - 広島間の直流電化が完成したことに伴うダイヤ改正が実施され、前者では特急「白鳥」などの時間短縮と一部急行列車の新設、後者ではそれまで東京 - 大阪間を走行していた「つばめ」1往復が広島駅まで延伸され、さらに同区間に急行「宮島」が昼夜行1往復ずつ設定されるなどした。また同日には上越線でも改正が行われ、同線初の特急列車「とき」が上野 - 新潟間に新設されている。
さらに10月1日に東京以西・以北各線で、12月1日に中央本線・信越本線でまたしてもダイヤが改正された。前者では毎日運行であったが不定期列車扱いとなっていた特急「みずほ」と急行「あかつき」が定期列車に格上げられ、宮崎 - 小倉 - 西鹿児島（現在の鹿児島中央間）と九州を3分の2周する急行「フェニックス」が新設されるなどしている。後者では、名古屋 - 長野 - 新潟間を直通する急行「赤倉」が新設されたりした。

## 1963年（昭和38年）
4月20日、北陸本線の電化区間が金沢駅までに至ったことによるダイヤ改正が行われて、同線に電車急行が誕生し、他にも列車の何本か新設が行われた。
6月1日、東京以西・以北各線で小規模なダイヤ改正が実施され、東京以北各線では急行の電車化が進むことになった。このように電車急行が増加した背景には「第二次5ヶ年計画」による電化区間増加があったといえ、その多くは地上側の設備が小規模ですむ交流電化で行われた。また、準急列車の急行への格上げもこのころから顕著になっている。
10月1日、再び全国各線でダイヤ改正が実施される。東海道本線では新幹線開業前の最後の増発であり、特急列車の車両増結や座席車による夜行急行列車の寝台列車化が図られた。東京以北では準急の格上げに伴う急行列車の増発が中心となったが、信越本線では碓氷峠区間（横川 - 軽井沢間）にあったアプト式が廃止されてEF63形電気機関車による粘着運転方式に変更になったことから、大幅な速度・輸送力の面で向上が図られることになった。

## 1964年（昭和39年）
3月20日に東北で準急の急行化を推し進める小規模なダイヤ改正が行われた後、10月1日に東海道新幹線東京 - 新大阪間が5年半の工期の末、開業した。「ひかり」・「こだま」が毎時1本ずつ設定されたが、この時では地盤が固まっていなかったことから徐行運転を行った。
これに伴い東海道本線の輸送力は抜本的な改善が図られることになったが、それ以外にそれまで狭軌を採用していたことで欧米など標準軌の鉄道などに輸送力・速度の面で劣っていたのを、できるだけ改善しようと国鉄が切磋琢磨して開発した技術がこの標準軌新線である新幹線に応用されたことから、世界に国鉄の技術力の高さを見せ付けることになった。また新幹線との連絡輸送が中心となる山陽本線では全線電化が完成するなど、日本の大動脈といえる東海道・山陽両本線では輸送の大転換が起こった。詳しくは1964年10月1日国鉄ダイヤ改正を参照。

## 1965年（昭和40年）
3月1日に紀勢本線で小規模な改正が行われて同線初の特急である「くろしお」が誕生した後、10月1日に大規模なダイヤ改正が実施された。
前年開通したばかりである新幹線や昼行特急の新設・増発が図られ、同時にマルスによる座席指定券のオンライン販売を行うために、「みどりの窓口」もこの時誕生した。また11月1日には東海道新幹線の徐行運転が解除されて、予定どおりの東京 - 大阪3時間10分運転を開始している。詳しくは1965年10月1日・11月1日国鉄ダイヤ改正を参照。

## 1966年（昭和41年）
3月は3月10日に東海道新幹線で3往復の列車増発が行われた後、3月25日に小規模な全国ダイヤ改正が行われた。秋には10月1日に小規模な全国ダイヤ改正が実施され、中央本線・信越本線で後に主役となる特急列車「あずさ」・「あさま」が新設、その他にも「とき」・「雷鳥」など一部の列車の増発が図られた。
また、3月改正に先立つ3月5日には料金制度の改変があり、「運行距離が100kmを超える準急列車はすべて急行列車に格上げ」られ、準急列車には「運行距離100km以下の急行列車」の意味しかなくなり、本来の意味での準急列車はこの時消滅した。

## 1967年（昭和42年）
このころになると小規模なダイヤ改正は3月に、大規模なダイヤ改正は10月に行うのが主流になってきていた。その理由として、10月に改正を行うと年末年始の輸送対策に有利であると考えられたことなどがあげられる。
この年も同様で、3月1日に北海道で特急「北海」が新設されるなど小規模なダイヤ改正が実施された後、10月1日に全国規模のダイヤ改正が実施された。
10月改正では世界初となる電車での昼夜兼用の寝台車両として581系電車が登場し、新設された寝台特急「月光」と昼行特急の「みどり」で活躍を開始した。また九州内相互間を結ぶ特急「有明」も運転を開始し、新清水トンネルの開通によって複線化が完成した上越線では「とき」が所要時間を短縮している。また、「とき」をはじめとする東北・上越線系統の一部の特急列車が新幹線との連絡を改善するため東京駅発着となった。新幹線などでも列車増発が行われた。

## 1968年（昭和43年）
10月1日、東北本線の全線電化と複線化が完成したのを機に全国規模の白紙ダイヤ改正を実施。これは国鉄が大々的に「ヨンサントオ」と名づけて広報活動を展開するほど大規模なもので、多くの路線で列車大増発と速度向上が実施されることになった。またこれに伴い、準急列車は完全に消滅している。詳しくはヨンサントオを参照。

## 1969年（昭和44年）
4月25日、東海道新幹線初の新駅として三島駅が開業したことにより伊豆方面各線でダイヤが改正され、東京 - 伊豆急下田間に短距離特急の「あまぎ」が新設されるなどしている。また、東名高速道路の全通など高速道路網の伸張に伴うトラックの増加に対抗するため、特急貨物列車（コンテナ貨物列車）とトラックとの協同一貫輸送を行うフレートライナーのサービスが東京（汐留または田端） - 大阪（梅田または百済）間（1日5往復）で開始され、「戸口から戸口へ」のキャッチフレーズが用いられた。「フレートライナー」は、すでにイギリス国鉄で実施されていた方式を参考にしている。
5月10日には料金改訂と制度改正があり、等級制が廃止され運賃と急行料金は乗車距離のみで定まるようになった(モノクラス制)。それまでの二等(座席)車が普通車へ、一等車(旧特ロ)がグリーン車へと呼称が変更され、グリーン車に乗る際にはグリーン券という別途の料金券を購入する制度になった。なお寝台車では寝台券により別料金を支払う制度は従前通りで、一等と二等がそれぞれA寝台とB寝台に改称された。
10月1日にもダイヤが改正され、新幹線とそれに接続する列車の増発が図られるとともに、大阪 - 新潟間に特急「北越」、上野 - 秋田間に特急「いなほ」、常磐線上野 - 平（現在のいわき）間に特急「ひたち」が新設された。

## 1970年（昭和45年）
この年は、3月15日から9月13日まで大阪府吹田市で日本万国博覧会（大阪万博）が催され、国鉄はそれに伴い3月1日に小規模なダイヤ改正を行って「エキスポこだま」などの臨時列車を設定したり、「ひかり」を12両から16両編成に延長するなど観客輸送に追われることになったが（大阪万博の交通も参照）、それも終わった10月1日に鹿児島本線全線電化をはじめとする全国規模のダイヤ改正が行われる。再び新幹線・特急・急行の増発が図られることになったが、それとは別に新快速も関西圏でこの時運転を開始した。

## 1971年（昭和46年）
この年は大きな動きはなかったが、4月26日と7月1日、10月1日に小規模なダイヤ改正が実施された。
4月の改正では伯備線を経由して新大阪 - 出雲市間を結ぶ特急「おき」が新設され、「しらさぎ」・「しなの」など一部の特急列車の増発が図られた。
7月の改正は北海道でのもので、札幌 - 旭川間をノンストップで結ぶ急行「さちかぜ」が新設されるなどしている。
10月の改正は奥羽本線秋田 - 青森間電化完成に伴うものを中心とする。

## 1972年（昭和47年）
3月15日、山陽新幹線の新大阪 - 岡山間が開業し、大規模なダイヤ改正が行われた。これに伴い山陽本線の並行区間を走行する優等列車が削減される一方、岡山駅で接続を図る山陽本線岡山以西・伯備線・宇野線、さらに四国各線では列車輸送体系の見直しと列車増発が図られ、四国初の特急列車となる「しおかぜ」・「南風」も新設された。詳しくは1972年3月15日国鉄ダイヤ改正を参照。
7月15日には総武本線が東京駅へ地下線での乗り入れを果たし、それまでの両国駅に代わって房総各線のターミナル駅となった。これに伴い、新たに製造された183系電車を使用して（常磐線を除く）千葉県初の特急列車として「わかしお」・「さざなみ」も新設されている。なお同列車は短距離列車であり、このころになると国鉄も「急行」を「特急」に格上げすることで増収を図る施策をとるようになっていく。
また、日本の鉄道開業100周年を迎える（この年10月14日・鉄道記念日）直前の10月2日には白新線・羽越本線全線の電化が完成し、米原 - 青森間のいわゆる日本海縦貫線の全線電化が実現した。これにあわせて全国規模のダイヤ改正が行われ、列車が増発されるほか、北陸方面の連絡を考慮して米原駅に「ひかり」が停車するようになった。また、列車本数が多くパターンダイヤ化が図られている列車を、この時から「エル特急」と呼ぶようになった。北海道では初めて函館駅でなく札幌駅を起点とする網走駅までの特急「オホーツク」が新設された。

## 1973年（昭和48年）
3月1日に主に東京以西で列車が増発される小規模改正が実施された。また、4月1日には東京駅新幹線工事の関係で、東京発着の東北・常磐・高崎線方面の特急列車が上野発着に統一されたほか、首都圏の新路線として武蔵野線が開業した。
5月27日に中央西線（中央本線の塩尻駅以西）の電化が完成したことから、7月10日に同線でダイヤ改正が実施される。
この改正で振り子電車と呼ばれることになる381系電車が同線の特急「しなの」に投入され、曲線区間の多い同線での速度向上に貢献した。
10月1日には四国・九州除くほぼ全域でダイヤが改正され、再び山陽本線岡山駅以西などの優等列車が増発された。このころになると、山陽本線では線路容量ぎりぎりまで列車を詰め込む状況になっていた。また、東北本線の宇都宮駅以南及び高崎線ではパターンダイヤの導入が行われたが、それに合わせて急行列車の速度低下が実施され（但し最高速度は従来通り110km/hのまま）、東北・上信越方面の急行列車の所要時分は20分前後伸びることになったほか、車両故障の多発したキハ181系の特急「つばさ」についても速度低下が実施され、所要時分は福島駅以南で15分前後伸びることになった。長距離利用客の減少や特急列車の増発による食堂車要員の確保のため、急行列車のビュフェは信越・中央東線系統を除き11月30日をもって営業を終了した。

## 1974年（昭和49年）
4月25日、日豊本線が宮崎駅まで電化されたことによるダイヤ改正が行われた。特急「日向」が電車化され、博多 - 宮崎間を鹿児島本線・肥薩線・吉都線経由で結ぶ特急「おおよど」が新設されている。山陽本線では、山陽新幹線が開業する前の最後の輝きを見せることになり、客車寝台特急「あかつき」「彗星」がさらに増発され、また初めてB寝台を2段化した24系25形客車が「あかつき」「彗星」に投入された。その反面、電車寝台特急「明星」1往復が臨時列車に格下げされている。
この改正は当初、4月10日に実施される予定であったが、労使間の対立がこじれた結果、4月25日まで伸びたものである。

## 1975年（昭和50年）
3月10日、山陽新幹線の岡山 - 博多間が開業したことにより同新幹線は全通した。これに伴い山陽本線の優等列車は大幅に削減されている。また、前年7月20日に全通していた湖西線が関西 - 北陸優等列車のメインルートとしてこの時から使われるようになり、同系統優等列車のスピードアップに貢献している。詳しくは1975年3月10日国鉄ダイヤ改正を参照。
7月18日には北海道初の電車特急「いしかり」が運転を開始し、11月24日には特急「つばさ」2往復の電車化が図られるなどしたが、その一方で国鉄財政は次第に深刻な状況に陥り、11月20日にはグリーン料金を92%値上げするなど大幅な料金の値上げを行った。さらに労使関係も悪化し、この年は、前述の7月18日北海道内ダイヤ改正が当初予定の7月1日から延期されたほか、11月26日から12月3日に至るまで8日間も国鉄労働組合（国労）・国鉄動力車労働組合（動労）などによるストライキが打ち抜かれ、全国の国鉄線は一部を除いて完全に停止した。
これらの結果、国鉄に対する国民の信頼が失われ、また値上げも重なったことから国鉄離れが急速に進むことになり、これ以降国鉄のダイヤ改正はそれまでの「列車増発中心」から「列車供給量調整」へ方針を転換することになる。
なお、12月14日には室蘭本線でC57 135による蒸気機関車牽引最後の旅客列車が運転され、12月24日には夕張線（現在の石勝線）でD51 241牽引の最後の蒸気機関車による貨物列車が運転された。これにより蒸気機関車は本線上から姿を消し、1959年（昭和34年）に制定された「動力近代化計画」が1年遅れながら達成されることになった（入換用としては、9600形3両が追分駅の近くの追分機関区で1976年（昭和51年）3月まで使用された）。